# Patrick Sang
Patrick Sang (* 11. April 1964 in Kapsisiywa, Nandi District) ist ein kenianischer Leichtathletiktrainer und ehemaliger 3000-Meter-Hindernis- und Langstreckenläufer.

## Leben
Sang studierte von 1983 bis 1986 Städteplanung an der University of Texas at Austin, wo er für die Universitätsmannschaft Texas Longhorns in der NCAA antrat.
Sang gewann im 3000-Meter-Hindernislauf von 1991 bis 1993 in drei aufeinander folgenden Jahren Silbermedaillen bei internationalen Großereignissen (Weltmeisterschaften 1991, Olympische Sommerspiele 1992 sowie Weltmeisterschaften 1993). Er gewann zudem Goldmedaillen in seiner Spezialdisziplin bei den Panafrikanischen Spielen 1987 in Nairobi und bei der Sommer-Universiade 1989 in Duisburg. Ab 1999 trat er noch für zwei Jahre in Straßenläufen an. Im Halbmarathon erreichte er seine Bestzeit 1999 beim CPC Loop Den Haag und gewann außerdem im selben Jahr den Greifenseelauf in Uster. Sein bestes Resultat auf der Marathondistanz erzielte er mit einem neunten Platz beim Amsterdam-Marathon.
Schon gegen Ende seiner aktiven Laufbahn begann er 1997 als Trainer zu arbeiten und führte seinen Landsmann Bernard Barmasai zum damaligen Weltrekord im Hindernislauf von 7:55,72 Minuten. Im selben Rennen beim ASV-Sportfest in Köln erzielte Sang seine persönliche Bestleistung von 8:03,41 Minuten. Ab dem Jahr 2000 arbeitete er für fünf Jahre als Trainer für Mittel- und Langstreckenlauf an einem Trainingszentrum der IAAF in Nairobi. Sein bekanntester Schützling ist der ehemalige Marathonweltrekordhalter Eliud Kipchoge. Darüber hinaus trainierte er unter anderem den mehrfachen Crosslauf- und Halbmarathon Weltmeister Geoffrey Kipsang Kamworor, den Marathonläufer Emmanuel Kipchirchir Mutai sowie den Marathonolympiasieger Stephen Kiprotich aus Uganda.

## Bestzeiten
- 3000-Meter-Hindernislauf – 8:03,41 min (1997)
- Halbmarathon – 1:01:02 h (1999)
- Marathonlauf – 2:14:03 h (1999)

## Sonstiges
Bei einer Körpergröße von 1,80 m lag Sangs Wettkampfgewicht bei 65 kg.